# 村田吉弘
村田 吉弘（むらた よしひろ、1951年12月15日 - ）は和食の料理人、ミシュランガイド3つ星和食料亭「菊乃井」三代目主人。京都府京都市出身。立命館高等学校、立命館大学産業社会学部卒業。一般社団法人全日本・食学会理事長。

## 人物
京都祇園の料亭「菊乃井」に長男として生まれる。大学はゴルフ部で活動して卒業し、名古屋の料亭「か茂免」で修行する。1976年に生家へ戻り、「菊乃井木屋町店」を開店する。フランス料理とコラボレーションや東京で出店などする。伝統的料理文化、料亭経営、日本料理、京都文化などについて出版する。NPO法人日本料理アカデミー理事長を務める。
テレビの料理番組に出演する際は、調味料の配分を5：3：1と解説するなど平易でわかりやすく解説する。手軽で入手しやすい調味料としてチョコレート・海老せんべい・チキンラーメン・べっこうあめなどを用い、既存の日本料理を越えた調理法を唱える。2012年に「現代の名工」として厚生労働大臣表彰、2013年に京都府文化賞功労賞、2017年に文化庁長官表彰、2018年に文化功労者、それぞれに選定される。
ゴードン・ラムゼイとともにシンガポール航空の機内食を監修している。

## テレビ出演
- きょうの料理（NHK教育）
- 郁恵・井森のデリ×デリキッチン! (CX)
- 課外授業 ようこそ先輩（1999年6月6日、NHK総合）
- ミヤネ式 〜もうかる日本グルメ旅〜（2009年12月30日、CX）
- 情熱大陸（2012年11月18日、MBS）
- キッチンが走る!（NHK総合）
  - 夏のスペシャル（2013年8月9日）
  - アート満開!小豆島 旅を彩る極上和食 〜香川県・小豆島〜（2016年11月3日）
- 水野真紀の魔法のレストラン (MBS)
- 夢の扉+（2016年1月10日、TBS）
- 日経スペシャル カンブリア宮殿 和食の異端児が切り拓く！進化する日本料理の未来（2016年12月22日、テレビ東京）[5]
- サワコの朝（2019年9月7日、TBS）
- 奇跡のレッスン（2021年1月31日、NHK）

## 書籍

### 著書
- 『京料理から こんなん旨いこんなん好きや』（1989年9月10日、柴田書店）ISBN 9784388056286
- 『京料理の福袋 京料理人のほんまの胸の内三十話 御馳走読本6』（1995年11月1日、朝日出版社）ISBN 9784255950464
- 『村田吉弘の10分でできる和のおかず』（1998年2月16日、日本放送出版協会）ISBN 9784141875314
- 『京料理の福袋 料亭「菊乃井」主人が語る料理人の胸の内』（1999年10月5日、小学館 小学館文庫）ISBN 9784094171310
- 『菊乃井村田吉弘がつくる誰にでもできる京風おそうざい』（2001年9月20日、淡交社）ISBN 9784473018472
- 『割合で覚える和の基本』（2001年10月13日、日本放送出版協会）ISBN 9784140331712
- 『京都人は変わらない』（2002年11月14日、光文社 光文社新書）ISBN 9784334031732
- 『和食の問題集』（2003年2月14日、日本放送出版協会）ISBN 9784140331897
- 『万能!おかずの基』（2003年5月16日、日本放送出版協会）ISBN 9784141875390
- 『京都料亭の味わい方』（2004年9月16日、光文社 光文社新書）ISBN 9784334032685
- 『和食の素で万能レシピ』（2004年11月29日、講談社）ISBN 9784062715850
- 『英文版菊乃井 Kaiseki』（2006年7月1日、講談社インターナショナル）ISBN 9784770030221
- 『菊乃井 風花雪月』（写真:久間昌史）（2006年11月17日、講談社インターナショナル）ISBN 9784770040381
- 『京のおかず 四季のかんたんレシピ124』（2007年2月11日、阪急コミュニケーションズ）ISBN 9784484072012
- 『ホントは知らない日本料理の常識・非常識 マナー、器、サービス、経営、周辺文化のこと、etc.』（2007年7月5日、柴田書店）ISBN 9784388353231
- 『菊乃井 村田吉弘料理長の日本料理の基本とコツ 別冊 家庭画報』（2007年7月20日、世界文化社）ISBN 9784418071173
- 『パッとできる和のおかず』（2008年2月15日、日本放送出版協会）ISBN 9784140112410
- 『きちんと日本料理 別冊NHKきょうの料理』（2009年1月14日、日本放送出版協会）ISBN 9784146462229
- 『英文版 楽しく簡単 和のおかず Japanese Home Cooking with Master Chef Murata』（2010年6月1日、講談社インターナショナル）ISBN 9784770031327
- 『英語でかんたん和食』（2011年3月1日、講談社インターナショナル）ISBN 9784770041364
- 『菊乃井・村田吉弘 SALAD 新発想、新テイストの和食サラダ120』（2012年8月24日、柴田書店）ISBN 9784388061471
  - 『SALAD 英語版 120 Contemporary Interpretations』（2012年11月5日、柴田書店）ISBN 9784388061518
- 『儲かる料理経営学 ケチな店にお客は来ない』（2014年6月13日、日経BPマーケティング店）ISBN 9784822273316
- 『料理のアイデアと考え方 9人の日本料理人、12の野菜の使い方を議論する』（著者:村田吉弘 栗栖正博 荒木稔雄 中村元計 石川輝宗 髙橋拓児 中東久人 園部晋吾 髙橋義弘）（2015年8月1日、柴田書店）ISBN 9784388062164
- 『割合で覚える野菜の和食』（2015年11月1日、NHK出版）ISBN 9784140332924
- 『和食のこころ 菊乃井・村田吉弘の＜和食世界遺産＞』（2018年10月11日、世界文化社）ISBN 9784418183302
- 『村田吉弘の「うまみ酢」でかんたん和おかず NHKきょうの料理』（2022年4月19日、NHK出版）ISBN 9784140333242
- 『だしを極める。』（監修:村田吉弘 高橋善郎 本田祥子）（2022年9月12日、宝島社 TJ MOOK）ISBN 9784299033697

### 関連書籍
- 『村田吉弘の和食はかんたん』（著者:ムック編集部）（2001年9月4日、光文社）ISBN 9784334841959